# Lawrence Sullivan Ross
Pour les articles homonymes, voir Ross.
Lawrence Sullivan « Sul » Ross, né le 27 septembre 1838 et mort le 3 janvier 1898, est le 19e gouverneur du Texas, général de l'Armée des États confédérés durant la guerre de Sécession, et un président de la Texas A&M University.